# رولی آگ
رولی آگ (انگلیسی: Rollei) شرکت الکترونیک آلمانی است، که در سال ۱۹۲۰ تأسیس شد.

## نگارخانه

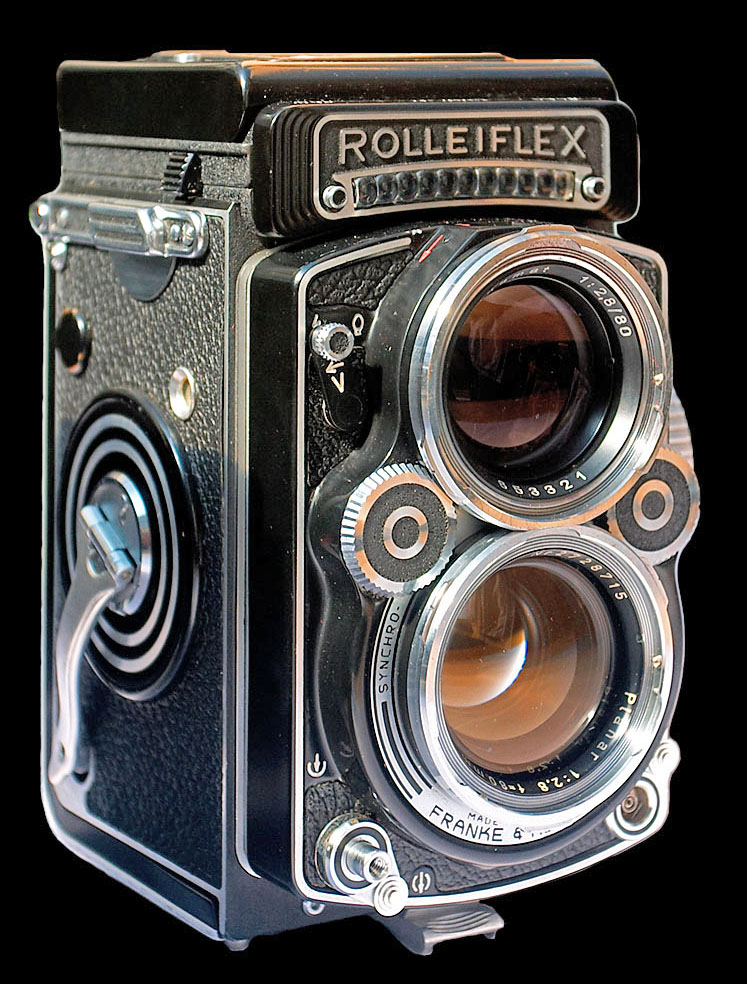
دوربین مدیوم فرمت رولی‌فلکس.
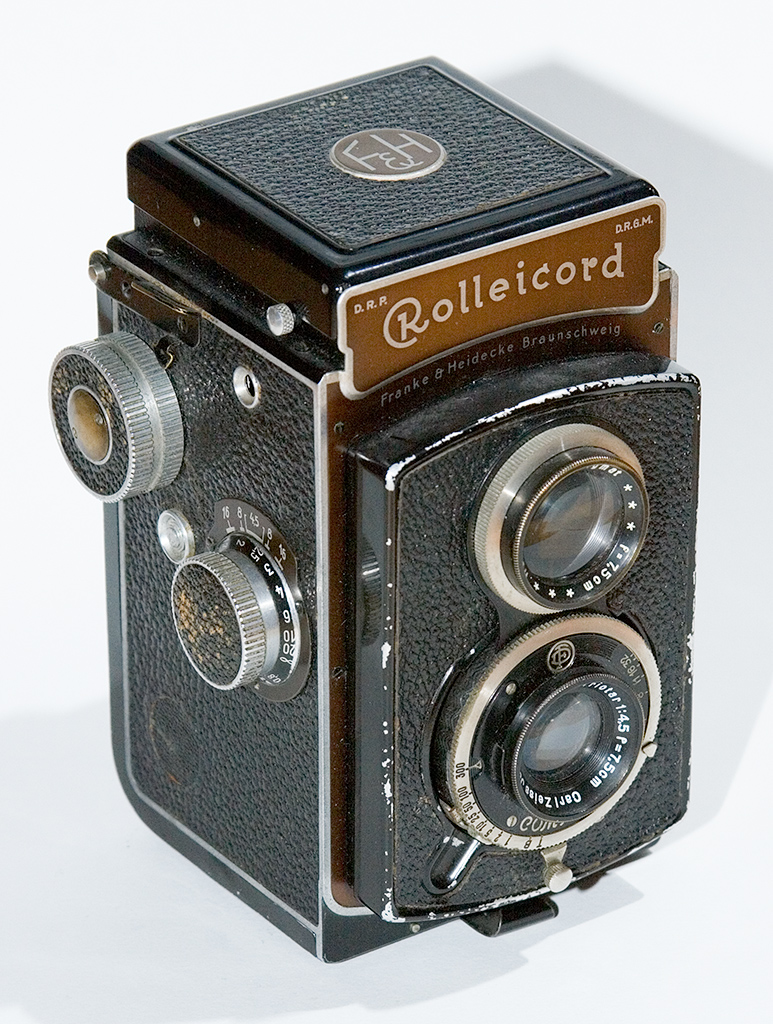
رولی‌کورد
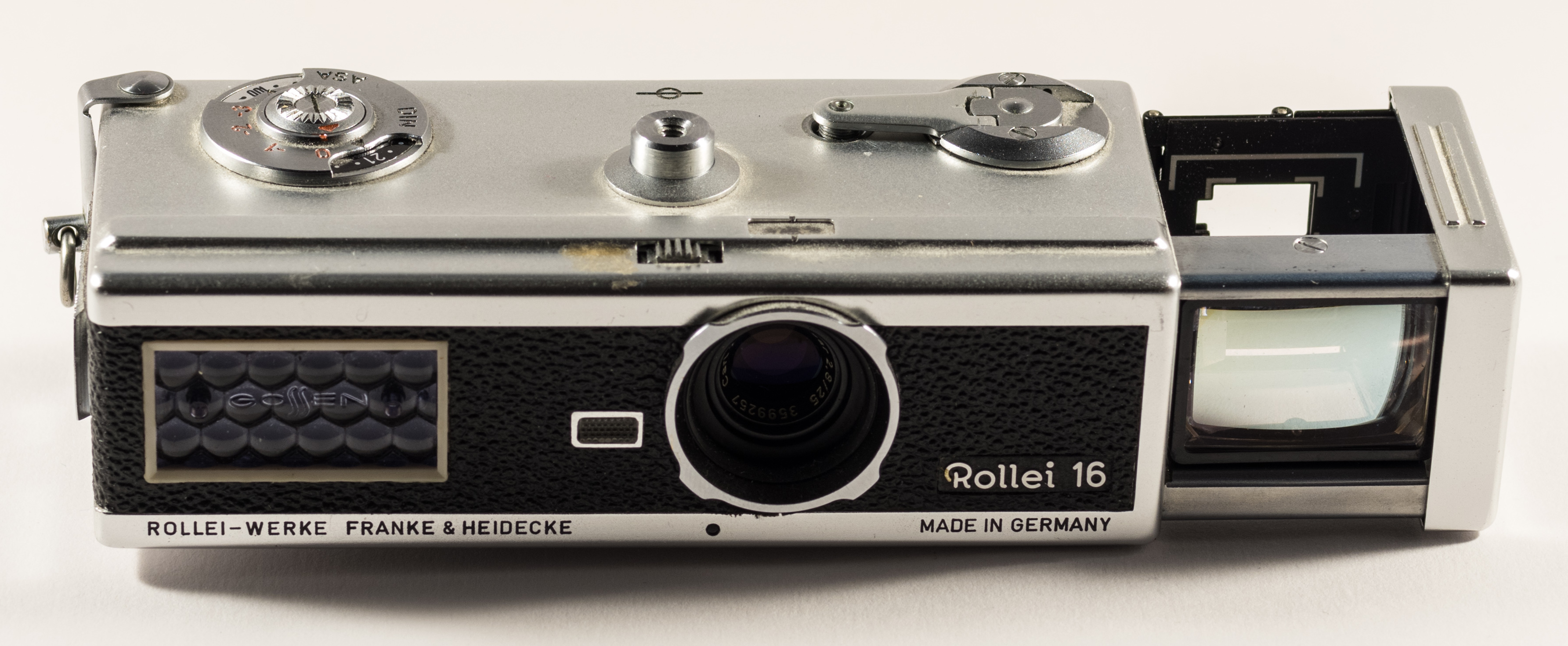
رولی ۱۶
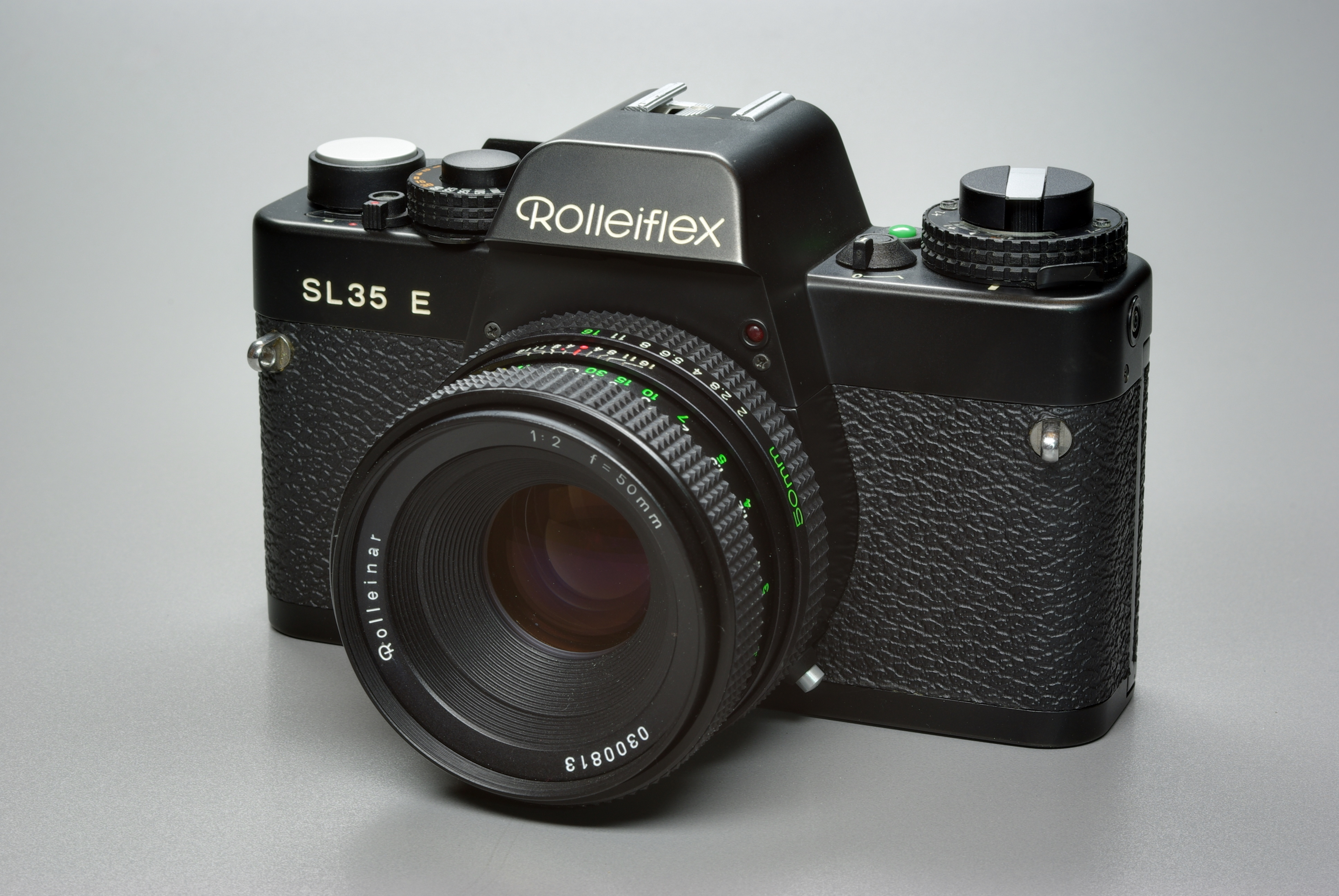
رولی‌فلیکس SL 35 E